# HD107000
HD107000 — хімічно пекулярна зоря спектрального класу A2, що має видиму зоряну величину в смузі V приблизно  8,5.
Вона  розташована на відстані близько 862,8 світлових років від Сонця
й віддаляється від нас зі швидкістю близько 14 км/сек.